# 3377 Lodewijk
3377 Lodewijk è un asteroide della fascia principale. Scoperto nel 1960, presenta un'orbita caratterizzata da un semiasse maggiore pari a 2,9125429 UA e da un'eccentricità di 0,0635742, inclinata di 1,29510° rispetto all'eclittica.
L'asteroide è dedicato all'astronomo olandese Lodewijk Woltjer.